# NGC 4908
NGC 4908 (другие обозначения — UGC 8129, MCG 5-31-90, ZWG 160-259, DRCG 27-143, PGC 44832) — эллиптическая галактика (E) в созвездии Волосы Вероники в скоплении Волос Вероники.
Галактики NGC 4874, NGC 4889 и NGC 4908 имеют общую протяженную систему шаровых звездных скоплений. В 2018 году в галактике появился объект с видимой звёздной величиной +17,3m, возможно, это была вспышка сверхновой.
Какой именно из видимых вокруг NGC 4908 объектов был в 1785 году открыт Уильямом Гершелем точно не известно из-за ошибок в определении небесных координат. В принципе ему удавалось наблюдать объекты вдвое меньшей яркости.
Этот объект входит в число перечисленных в оригинальной редакции «Нового общего каталога».